# Harmanlı, Arsin
Harmanlı là một xã thuộc huyện Arsin, tỉnh Trabzon, Thổ Nhĩ Kỳ. Dân số thời điểm năm 2011 là 549 người.